# Le Crime de l'hôtel Saint-Florentin

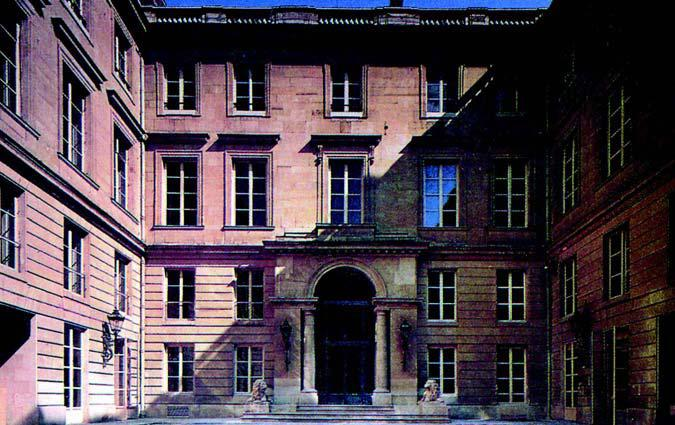
Hôtel Saint-Florentin.

Le Crime de l'hôtel Saint-Florentin est un roman policier historique de Jean-François Parot, faisant partie de la série de romans policiers Nicolas Le Floch, et publié en 2004.

## Résumé
En 1774, à l'hôtel Saint-Florentin, Marguerite, domestique, est égorgée, et Missery, maitre d'hôtel, est blessé. Après un repas en l'honneur de son fils Louis, que Nicolas a eu avec La Satin, il va à cet hôtel et apprend que Marguerite était maitresse de Missery. 
Une femme est égorgée dans la rue comme Marguerite. Puis une autre. Restif de la Bretonne dit aussi avoir trouvé une femme égorgée. Nicolas établit que Eudes, frère de feue Mme Missery, est le tueur. Il est condamné aux galères mais tué sur la route de Toulon. La Satin part et laisse Louis à Nicolas.

## Adaptation pour la télévision
Le roman a été adapté à la télévision en 2013 sur France 2 dans la série Nicolas Le Floch,.